# Kvázitökéletes számok
A számelméletben kvázitökéletes szám vagy legkevésbé bővelkedő szám az a hipotetikus n természetes szám, melyre az osztóösszeg-függvény σ(n)=2n + 1. A kvázitökéletes számok bővelkedő számok.
Egyetlen kvázitökéletes számot sem sikerült eddig találni, mindenesetre ha létezik ilyen, akkor egy páratlan négyzetszámnak kell lennie, ami nagyobb 1035-nél és legalább 7 különböző prímtényezővel rendelkezik.
Olyan számokat viszont ismerünk, ahol az osztóösszeg-függvény σ(n) = 2n + 2: 20, 104, 464, 650, 1952, 130304, 522752... (A088831 sorozat az OEIS-ben). Az ilyen számok közül sok a következő alakba írható: 2n−1(2n − 3), ahol 2n − 3 prímszám (tökéletes számoknál 2n − 1 szerepel a képletben).